# Lund
Lund ([lɵnd]  ) è una città svedese di circa 90 000 abitanti nella contea della Scania. 
La città di Lund, con oltre 1000 anni di storia, è un importante centro industriale, scientifico ed educativo, grazie all'università, la terza più antica della Svezia. È conosciuta come la “Città delle idee”.

## Storia

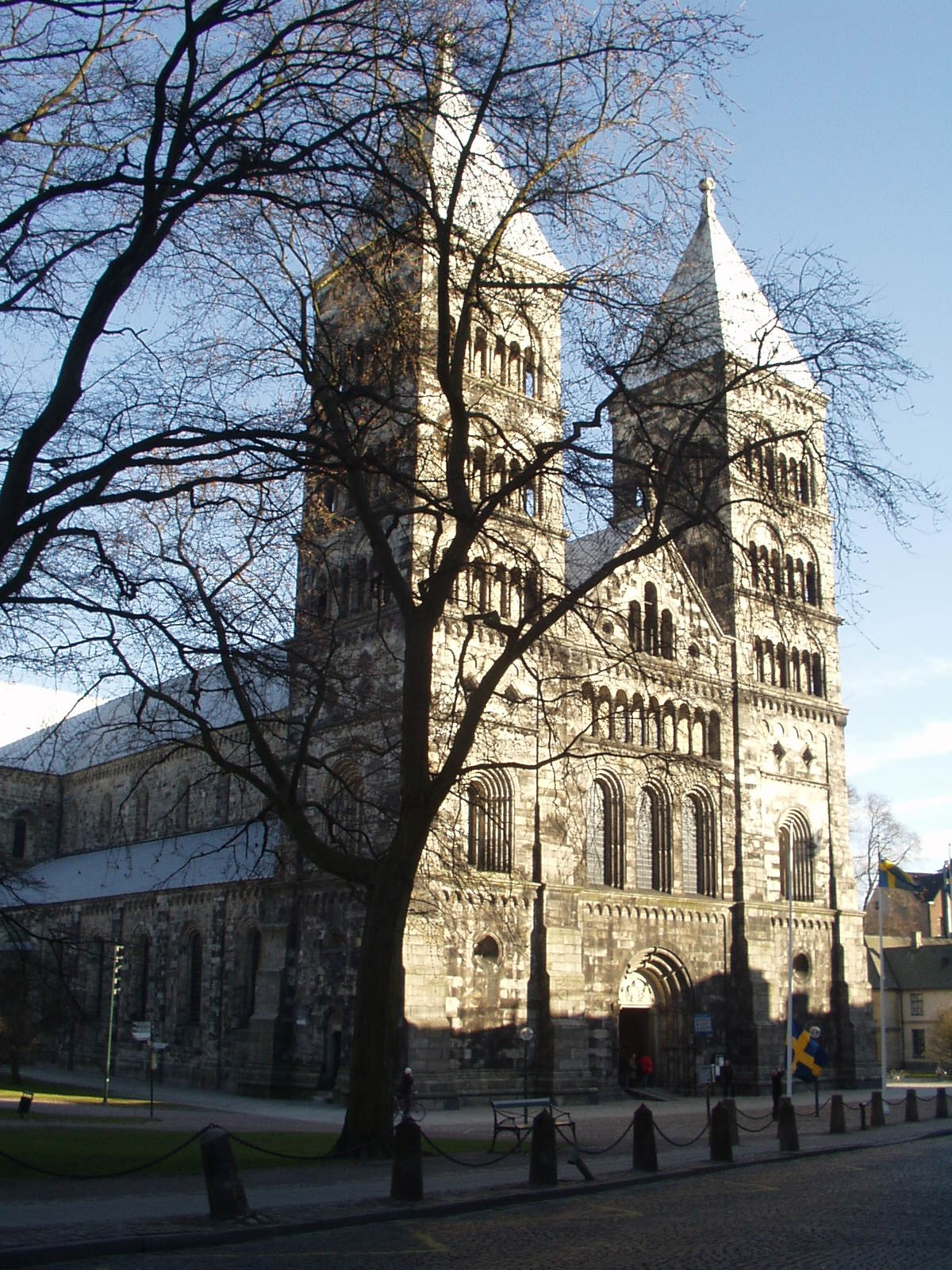
Cattedrale di Lund

Accreditata talvolta come la città più antica della Svezia moderna, fu fondata probabilmente tra il X e l'XI secolo da Sweyn I o Canuto il Grande, entrambi re di Danimarca. 
Divenne sede episcopale nel 1048, per poi essere elevata al grado di arcidiocesi con la nomina di un arcivescovo, nello stesso anno della fine dei lavori di costruzione della cattedrale (in svedese: Lunds domkyrka) nel 1103. L'arcidiocesi comprendeva l'intera Scandinavia e parte della Groenlandia.
Nel 1658 la Danimarca con il trattato di Roskilde cedette i territori della Scania alla Svezia, tuttavia tentò di riconquistare la provincia nel 1675, dando inizio alla guerra della Scania. In seguito alla presa della città nell'arco dell'anno successivo, si combatté una sanguinosa battaglia poco lontano dal centro cittadino, vinta dagli svedesi, che riconquisteranno l'intera provincia. La guerra si concluse nel 1679 con il trattato di Lund, tra Danimarca-Norvegia e Svezia.
Durante la seconda guerra mondiale, nel 1943, le città di Malmö e Lund furono bombardate per errore dagli Alleati, tuttavia non vi furono vittime.

## Geografia
Lund si trova a 18 km a nord-est di Malmö, nella provincia meridionale della Scania, e a 40 minuti di treno dalla capitale danese, Copenaghen.
Con un clima costiero, si trova tra i 10 e gli 80 m sul livello del mare. La media delle precipitazioni mensili è di 55 mm. La media annuale delle precipitazioni è di circa 655 mm.

## Monumenti e luoghi d'interesse

### Architetture religiose
- Cattedrale di Lund

### Architetture civili
- Rådhus, sede del municipio

## Società

### Evoluzione demografica
Abitanti censiti (migliaia)

## Cultura

### Università
Lund è particolarmente nota per la terza università più antica della Svezia, fondata nel 1666 in seguito al trattato di Roskilde, che assegnava i territori della Scania alla Svezia. Dall'università dipende l'osservatorio astronomico.

### Cinema
In città è stata ambientata l'ultima parte del film Il posto delle fragole, di Ingmar Bergman.

### Eventi
Ogni quattro anni, nel mese di maggio, si tiene Lundakarnevalen (letteralmente "Il carnevale di Lund"), nato secondo la tradizione durante un matrimonio nel 1849 e organizzato dagli studenti universitari a partire dagli anni '50.

## Infrastrutture e trasporti

### Strade
Posta lungo il tracciato della E22 (uscita 19), anche se essa fu originariamente costruita a debita distanza dal centro abitato, è connessa anche ad altre due strade europee: la E06 e la E65.

### Ferrovie
La città di Lund è servita da due linee ferroviarie: la linea meridionale principale e la linea della costa occidentale, che transitano per la stazione centrale di Lund e collegano la città con Göteborg e Malmö. Una delle carrozze ferroviarie che collega Lund è stata chiamata col nome della fotografa Lina Jonn, molto nota per decenni in questa città.